# سقط خودبه‌خودی
سقط خودبه‌خودی (به انگلیسی: Miscarriage، spontaneous abortion) به از دست رفتن طبیعی محصول لقاح طی سه ماههٔ اول بارداری گویند. در گذشته از دست رفتن محصول لقاح پیش از هفتهٔ ۲۰ را نیز سقط می‌خوانند، اما با پیشرفت سونوگرافی تشخیصی امروزه کمتر از این محدودهٔ زمانی استفاده می‌شود.
گاه سقط به‌طور عمدی و ناشی از مصرف دارو یا دستکاری است که به آن سقط خودبخودی Miscarriage نمی‌گویند. واژه سقط جنین (Abortion) واژه‌ای کلیتر است و به تمام انواع سقط گفته می‌شود.

## علل
علل ایجاد سقط به ۲ دستهٔ علل مربوط به رویان وعلل مربوط به والدین تقسیم می‌شود
- علل رویانی: غیرطبیعی بودن سلول‌های زایشی، اختلالات کروموزومی، جایگزینی نامناسب محصول لقاح، اختلال در نمو جفت یا رویان

در مجموع در ۶۰٪ سقط‌های خودبخود سه ماههٔ اول اختلال کروموزومی مانند (تریزومی‌ها ی اتوزومی ۱۶٬۲۱٬۲۲، مونوزومی ۴۵x، تریپلوئیدی، تتراپلوئیدی، ترانس لوکاسیون، موزائیسم) وجود دارد
- علل مربوط به والدین: عفونت، سیگار کشیدن، مصرف قهوه اتانول، داروها

## انواع سقط

### تهدید به سقط
هر نوع ترشح خونی مهبلی یا خون‌ریزی رحمی در نیمه اول حاملگی را به عنوان تهدید به سقط محسوب می‌کنند. (Threatened miscarriage)
خونریزی ناشی از تهدید به سقط معمولاً اندک است و ممکن است طی چند روز تکرار شود. تهدید به سقط معمولاً با کرامپ رحمی یا دردپشت آغاز می‌شود. در معاینه سرویکس بسته‌است و فاقد افاسمان می‌باشد و بافت دفعی دیده نمی‌شود.
با روش‌های سونوگرافی پیشرفته، جنین زنده در هفته ۵٫۵ بارداری قابل تشخیص است. یافته‌های سونوگرافی تا هفته‌های ۳ تا ۴ حاملگی غیرقابل اطمینان هستند. در صورت هرگونه شکی بیمار با B-hcG یا سونوگرافی مکرر پیگیری می‌شود. از هفته ۵ تا ۶ با کمک سونوگرافی واژینال، کیسه زرده و ساک حاملگی قابل تشخیص است و رویان و حرکات قلب وی بلافاصله بعد از آن دیده می‌شود.
از علایم سونوگرافیک پیش روی بودن سقط می‌توان: غیرطبیعی بودن ساک حاملگی و اندازه کیسه زرده، رویان کوچکتر از سن تخمینی و سرعت ضربان قلب آهسته رویان را نام برد.

#### درمان
زنان در معرض تهدید به سقط با جنین زنده باید دسترسی نزدیک به خدمات پزشکی داشته باشند. تا زمان خفیف بودن خون‌ریزی و کرامپ، بسته بودن سرویکس و طبیعی بودن افزایش سطح B-hcG و مشاهده یک جنین طبیعی در سونوگرافی بیمار باید تحت نظارت مداوم باشد.
موارد زیر نشان دهنده پیش آگهی نامطلوب هستند:
1. سطح B-hcG منفی یا در حال کاهش
2. کاهش اندازه رویان یا جنین در سونوگرافی.
3. کاهش ضربان قلب رویان یا جنین
4. عدم افزایش اندازه رحم در معاینه لگن خاصره

اگر بر اساس ارزیابی بالینی محصول حاملگی قابل زنده ماندن نباشد، راه‌های انتخابی شامل درمان انتظاری یا تخلیه رحم است. در صورت مشاهده بافت داخل رحمی اندک در سونوگرافی، می‌توان منتظر دفع خودبخودی محصولات حاملگی ماند. برای کاهش عوارض در زنانی که بافت زیادی در داخل رحم دارند از کورتاژ الکتیو رحم استفاده می‌کنند.

### سقط اجتناب ناپذیر
در صورتی که خون‌ریزی و کرامپ با پارگی آشکار پرده‌ها یا اتساع سرویکس همراه باشد. ممکن است خون‌ریزی شدید باشد و به ناپایداری همودینامیک بینجامد.

#### تشخیص
با معاینه دقیق واژینال تشخیص داده می‌شود، هر چند اغلب سونوگرافی انجام می‌شود

#### درمان
برای پیشگیری از خون‌ریزی یا عفونت مادر باید رحم تخلیه شود اگر بیمار از نظر بالینی وضعیتی پایدار داشته باشند می‌توان درمان سرپایی انجام داد.

### سقط فراموش شده
در سقط فراموش شده علیرغم سپری شدن مدت طولانی از مرگ جنین محصولات حاملگی دفع نمی‌شود. معمولاً علایم حاملگی به‌تدریج محو می‌شود و تست حاملگی منفی می‌شود.

#### تشخیص
با کمک سونوگرافی نمی‌توان صدای قلب جنین را شنید.

#### درمان
سرانجام در بیشتر بیماران سقط خودبخود صورت می‌گیرد اما درمان انتظاری از نظر روانی برای بیمار مشکل ساز است از این رو تخلیه رحم به روش کورتاژ یا تحریک زایمان با میزوپروستول انجام می‌گیرد.